# Flora (Tizian)
Flora je oljna slika italijanskega poznorenesančnega slikarja Tiziana, datirana okoli leta 1515 in je danes v galeriji Uffizi v Firencah.

## Zgodovina
Delo je bilo reproducirano v številnih jedkanicah v 16. stoletju. Pozneje je sledila nejasna serija sprememb v Bruslju in na Dunaju . V 17. stoletju jo je španski veleposlanik v Amsterdamu prodal nadvojvodi Leopoldu Wilhelmu Avstrijskem, Rembrandt pa jo je citiral v svoji sliki Saskia kot Flora, danes v Londonu in v dveh portretih v Dresdnu in New Yorku . Kasneje je bila vključena v dunajski Kunsthistorisches muzej in je bila eno izmed del, izmenjanih z galerijo Uffizi.
V 18. stoletju so jo napačno pripisali Palmi Starejšemu.

## Opis
Umetnik upodablja idealizirano lepo žensko, upodobljeno v polfiguri, oblečena v široko nagubano srajco, ki pada z levega ramena in je skoraj odkrila dojko; model, ki ga je v beneški šoli postavil Tizianov mojster Giorgione s svojo Lauro. Njena leva roka drži rožnato plašč, ki zgoraj poudarja golo kožo, druga pa drži pest cvetov in listov.
Tizian je podobne ženske upodobil v številnih drugih delih tega obdobja, med drugim Ženska ob ogledalu, Nečimrnost, Salome in Violante ter v nekaterih Svetih pogovorih. Te figure so postale del kolektivne domišljije, ki jo pogosto najdemo v takratni beneški umetnosti, uspešne in pokorne ženskosti.
Pomen slike je sporen: nekateri na primer na napisih, dodanih reprodukcijam iz 16. stoletja, žensko identificirajo kot kurtizano; drugi menijo, da je simbol poročne zaobljube, čeprav njena obleka ne nakazuje nič takega, pač pa je klasična tunika, ki je v renesančni dobi na novo interpretirana. Identifikacija s Floro, starodavno boginjo pomladi in vegetacije, izhaja iz prisotnosti spomladanskih rož v njenih rokah.
Slog Flore kaže, da je harmonija barv, mehka in razkošna hkrati in značilna kompozicija, imenovana Tizianov 'kromatični klasicizem', ki izpostavlja lepoto predmeta z močno čutno vrednostjo. Figura je postavljena v prostor, ne da bi se zatekla k togo čelni shemi, vendar na bolj dinamičen način, saj žensko telo nakazuje krožno gibanje preko gibanja rok in ramen ter rahlo obrnjeno glavo.